# Genillé
Genillé település Franciaországban, Indre-et-Loire megyében. Lakosainak száma 1508 fő (2022. január 1.). Genillé Luzillé, Beaumont-Village, Céré-la-Ronde, Chemillé-sur-Indrois, Ferrière-sur-Beaulieu, Le Liège, Orbigny, Saint-Quentin-sur-Indrois és Sennevières községekkel határos.

## Népesség
A település népességének változása:
| Lakosok száma | 1585 | 1413 | 1428 | 1507 | 1591 | 1534 | 1521 | 1505 | 1496 | 1508 |
|               | 1968 | 1982 | 1990 | 2006 | 2013 | 2015 | 2017 | 2019 | 2020 | 2022 |